# Granivore
Un animal est dit granivore lorsqu'il se nourrit de grains.

## Animaux granivores

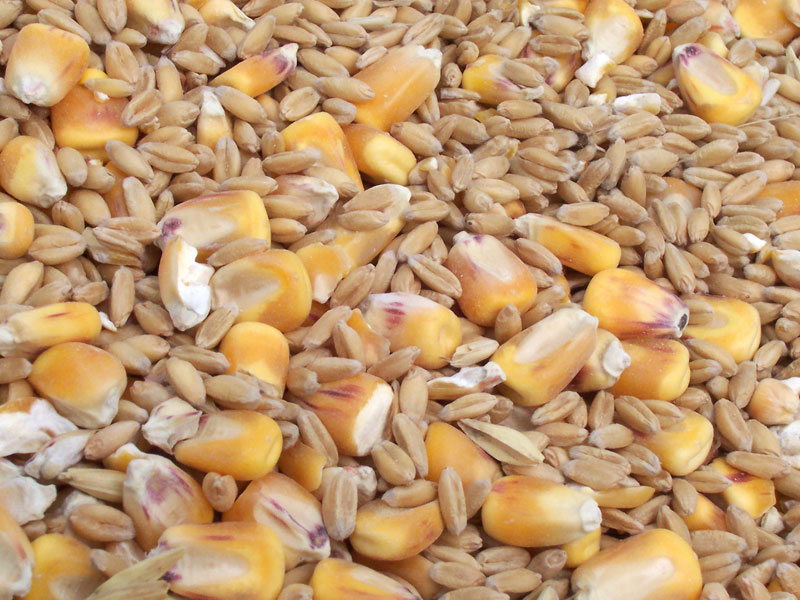
Un assortiment de grains pour oiseaux domestiques

De nombreux animaux sont granivores principalement les petits oiseaux, comme les oiseaux domestiques (canaris, perroquets) à qui l'on donne des mélanges de graines (millet des oiseleurs, tournesol etc.);
- des oiseaux d'élevage (pigeons) à qui l'on donne des céréales (blé, maïs);
- des oiseaux sauvages dont l'environnement est constitué de plantes ou arbres fournissant de nombreuses graines;

Certains mammifères, comme les rongeurs, ont également ce régime alimentaire.
La plupart du temps les animaux qui sont granivores ne le sont pas exclusivement, mais ont plusieurs régimes, ils sont également frugivores ou insectivores, mais il arrive que certains oiseaux n'aient que ce régime[réf. nécessaire].

### Adaptations morphologiques
Ce régime granivore requiert des adaptations morphologiques de la part de l'organisme des animaux concernés.

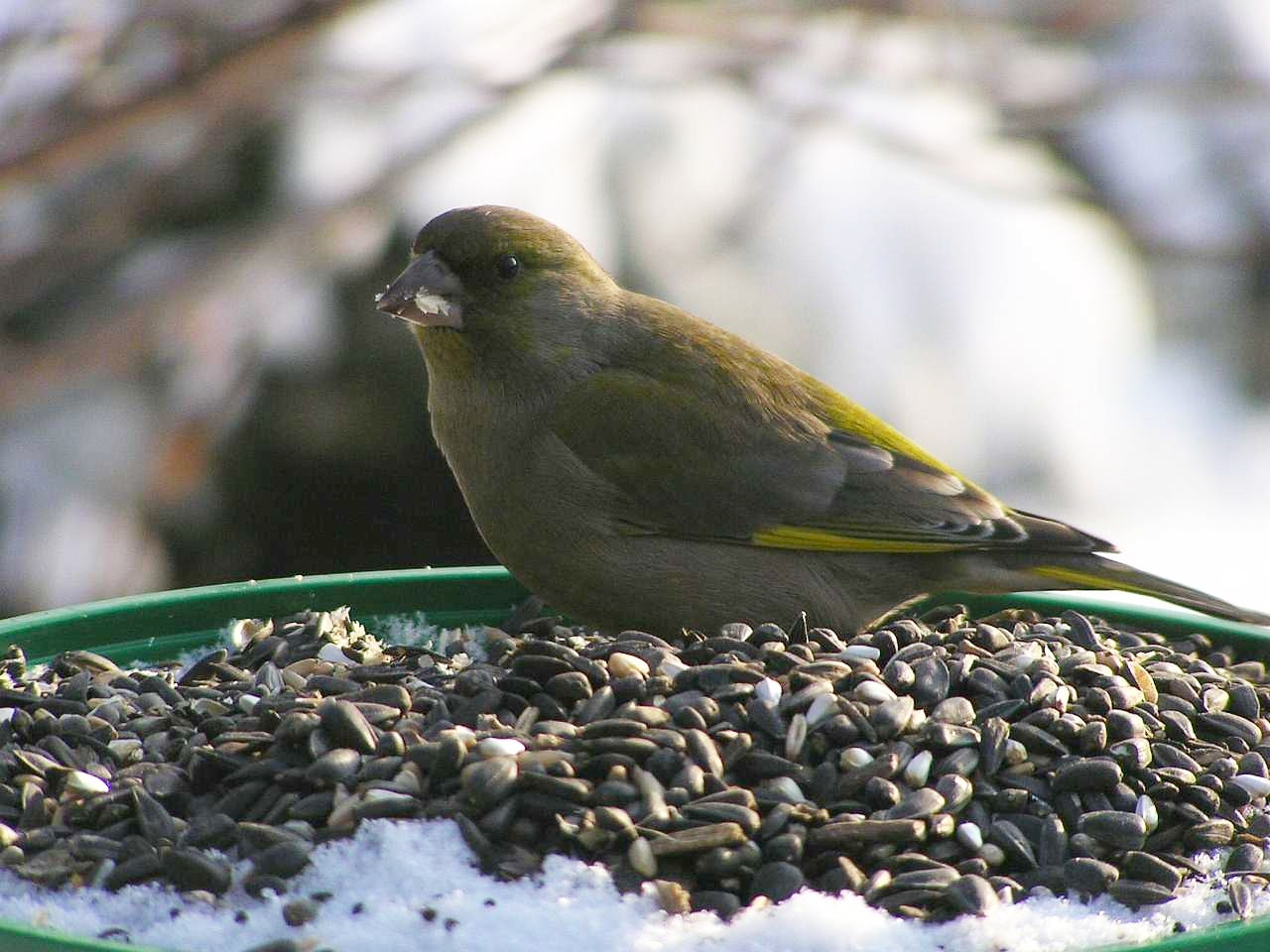
Un Verdier d'Europe se nourrissant de graines de tournesol.

Le régime alimentaire des granivores se traduit presque toujours par un bec puissant assez court (il forme ainsi des pinces convenables pour ramasser les graines), épais et solide pour exercer une forte pression afin de décortiquer les graines. La mandibule inférieure coupante fend la graine maintenue par la langue sur le maxillaire supérieur. Ce type de bec caractérise plusieurs groupes d'Oiseaux : des Passereaux (Alaudidés, Fringillidés, Plocéidés, etc.) à bec droit et conique, les Galliformes à bec un peu incurvé et unciné.

Le bec de forme conique des Fringillidés, parfois très puissant (à l'image de celui du Gros-bec casse-noyaux) est pourvu de sillons qui facilitent l'ouverture des graines. 
Cet appendice corné est complété par un gésier très épais et puissant permettant de finir de broyer les graines. Il n'est pas rare de trouver des cailloux dans certains gésiers d'oiseaux, cailloux nommés gastrolithes et qui aident au broyage des graines.

## Effet sur l'écosystème des plantes à graines et des granivores
On assiste à de nombreux cas de coévolution dus au régime granivore:
- Souvent les granivores, en transportant les graines au cours de leurs vols, en laissent échapper, et favorisent ainsi la reproduction et l'expansion de certaines plantes.

- De nombreux fruits à graines contiennent des tanins qui entrainent un transit plus rapide à travers le tractus intestinal des animaux. Ceci permet au graines de ne pas trop subir les attaques des sucs digestifs.

- Certaines espèces de plantes ne sont d'ailleurs capables de germer qu'après avoir traversé l'intestin d'un animal, ce qui ramollit les coques trop dures des graines.